# Васильева, Светлана Валерьевна
Светлана Валерьевна Васильева (до замужества — Трунова; род. 7 июня 1983, Москва) — российская спортсменка, член олимпийской сборной команды России по скелетону на Олимпийских играх в Турине и Ванкувере, серебряный призёр чемпионата Европы, многократная чемпионка России.